# 比利亚费利切
比利亚费利切，是西班牙阿拉贡自治区萨拉戈萨省的一个市镇。 总面积23平方公里，总人口241人（2001年），人口密度10人/平方公里。